# 王乃壮
王乃壮（1928年2月—2024年11月23日），别名王洲、静敛居士、山野禅人，男，汉族，浙江杭州人，中国水墨画家，曾任中国美术家协会理事。